# Tiempos interesantes
Tiempos interesantes es la decimoséptima novela de la saga de Mundodisco de Terry Pratchett escrita en 1994. Continuación de la novela «Eric». Editada en España por ediciones Debolsillo y Plaza & Janés Editores.
En este libro, el autor realiza una crítica a la cultura y costumbres orientales (principalmente a la china) mediante ingeniosas sátiras e ironías. 
En esta novela reaparecen antiguos personajes de la saga como Dosflores y Cohen el Bárbaro, cuya última aparición realizaron en la segunda novela de la saga «La luz fantástica».
El título de la obra hace referencia al refrán «¡ojalá vivas en tiempos interesantes!» y a la ironía que supone pues el protagonista de la misma, Rincewind, solo desea una vida monótona y aburrida y gracias a los juegos de los dioses se ve implicado en una guerra revolucionaria en uno de los continentes más desconocidos del Mundodisco.

## Argumento
Dos dioses, el Destino y la Dama, se enfrentan en un juego sobre el resultado de la lucha por el trono del Imperio Agatano en el Continente Contrapeso.
El Patricio de Ankh-Morpork recibe una demanda de que el "Gran echizero" sea enviado al lejano Imperio Agatano, y ordena al Archicanciller Mustrum Ridcully de la Universidad Invisible que cumpla con ello. Debido a la ortografía "echizero" la facultad comprende que se refieren a Rincewind por lo deciden convocarlo usando la máquina Hex, que lo teletransporta a la Universidad desde la isla desierta donde ha estado viviendo desde que escapó del infierno y le ofrecen el derecho de llamarse a sí mismo Mago, algo que en realidad nunca se ganó, si les permite enviarlo al Imperio Ágata; a lo que se muestra de acuerdo. El teletransporte requiere un intercambio de masa, y terminan intercambiándolo por un cañón muy pesado (que apagan al llegar); esto hace que Rincewind llegue a Agata a una velocidad muy alta, pero aterriza sano y salvo en un banco de nieve.
Como es típico de Rincewind, sus dedicados esfuerzos por huir de cualquier tipo de peligro lo enredan rápidamente en eventos trascendentales y la coincidencia hace que parezca en varias ocasiones que Rincewind es responsable de importantes hazañas de magia. Allí se encuentra con su amigo Cohen el Bárbaro, ahora acompañado por la "Horda plateada", una banda formada por guerreros ancianos y por Ronald Saveloy (un ex maestro), con los que planea infiltrarse en el Imperio y robar el máximo tesoro. 
Rincewind se entera de que el primer emperador agatano supuestamente conquistó la tierra con la ayuda de un "Gran Hechicero" y un "Ejército Rojo". Ahora, un nuevo movimiento de jóvenes del "Ejército Rojo", dedicado principalmente a la promulgación de consignas suaves, se ha inspirado en un supuesto panfleto revolucionario, que resulta ser un diario de viaje de Ankh-Morpork escrito por el antiguo compañero de viaje de Rincewind, Dosflores, a quien Rincewind acaba liberando de un calabozo y cuyas dos hijas son líderes del Ejército Rojo. 
Resulta que el villano, el Gran Visir Lord Hong, ha hecho que el inofensivo Ejército Rojo parezca una amenaza para el Imperio e hizo llevar a Rincewind allí para poder culpar de los problemas a los extranjeros, luego sofocar la "revolución" violentamente y obtener una excusa para invadir y apoderarse de Ankh-Morpork, cuya cultura secretamente busca emular. Pero cuando Hong asesina al Emperador con la intención de incriminar al Ejército Rojo, sin darse cuenta crea la oportunidad que necesita la Horda Plateada, que se ha infiltrado en el palacio. Cohen y Saveloy esperaban conquistar el Imperio simplemente instalando a Cohen como Emperador, ya que casi nadie ha visto nunca el rostro del Emperador, revelando que el gran tesoro del que planeaba apoderarse era el imperio en sí mismo.
Antes de que comience la batalla, Rincewind intenta inclinar la balanza a favor de la Horda difundiendo rumores entre los ejércitos acampados de los cinco señores de que la Horda está siendo apoyada por un ejército de "fantasmas vampiros invisibles", que los agatanos creen que habitan en las tierras fuera de su reino y, dado que esta creencia está respaldada oficialmente por las autoridades imperiales para mantener el orden interno, disipar el rumor resulta difícil. Cuando comienza la batalla, Rincewind huye y sin darse cuenta descubre al Ejército Rojo real, una multitud de guerreros de terracota que en realidad son autómatas que pueden ser controlados por una armadura mágica que se pone accidentalmente y con los cuales arrasa con las fuerzas agatanas. 
Una vez que Cohen es reconocido como Emperador, prepara edictos para relajar la opresión sobre el pueblo e invita a Rincewind a servir como Mago Jefe y fundar su propia universidad lo que, debido a su experiencia sobre lo bueno y malo que le depara la vida, alerta a Rincewind de que algo horrible está por suceder; de hecho, Lord Hong lo toma como rehén y planea asesinarlo en las escaleras del palacio, pero en ese momento los magos de la Universidad Invisible nuevamente intercambian a Rincewind por el cañón. Dosflores desafía a Hong a duelo, ya que su esposa murió en una batalla librada por Hong pero el cañón, reencendido por la facultad, llega y mata tanto a Hong como a Saveloy quien, a pesar de no haber logrado nunca ser un bárbaro en vida, logra ir al más allá de los guerreros.
El Equipaje había seguido a Rincewind al Imperio, que resulta ser su tierra natal, pero se distrajo al encontrarse y aparearse con una hembra Equipaje. Tras la desaparición de Rincewind, el Equipaje deja a su pareja y a su descendencia para seguir una vez más a su dueño.
La Dama, que ha ganado el juego contra el Destino, interfiere en los cálculos de Hex para que Rincewind sea teletransportado al continente inexplorado de XXXX donde aterriza sano y salvo, mientras un canguro llega a la universidad en lugar de Rincewind y sufre una colisión mortal con un muro. Rincewind se encuentra con nativos de XXXX, que le dan un búmerang, con el que se golpea la cabeza cuando lo arroja y regresa.
- Datos: Q2357201